# Min-Horus
Pour les articles homonymes, voir Horus (homonymie) et Horus.
Min-Horus est la représentation du dieu Horus à Coptos et à Akhmîm.
Il a pour épouse une forme locale d'Isis, sa propre mère, relation exprimée par l'épithète Kamoutef, « Taureau de sa mère ».